# Merguia
Merguia is een geslacht van kreeftachtigen uit de klasse van de Malacostraca (hogere kreeftachtigen).

## Soorten
- Merguia oligodon (de Man, 1888)
- Merguia rhizophorae (Rathbun, 1900)